# Іщенко Антон Вікторович
Анто́н Ві́кторович І́щенко (06 серпня 1968, м. Запоріжжя, Україна — 14 липня 2022, с. Кам'янське, Запорізька область, Україна) — український військовослужбовець, солдат національної гвардії України.

## Життєпис
Антон Іщенко народився 06 серпня 1968 року в місті Запоріжжя, Запорізької області України.
Закінчив Запорізьку середню школу № 31 (нині академічний ліцей).
В 1985 році вступив до хімічного факультету ДНУ, який закінчив у 1992 році. У період навчання, як і більшість студентів цього року набору, Антон був призваний на строкову службу: із 1987 по 1989 роки служив солдатом в армії тоді ще Радянського Союзу оператором зенітно-ракетного комплексу.
Після отримання незалежності України багато підприємств перестало працювати, тому за отриманою спеціальністю знайти роботу було вкрай складно. Через це Антон Вікторович додатково отримав другу вищу освіту за спеціальністю «Економіка» у Запорізькій державній інженерній академії. Понад 20 років працював у банківській сфері: у Приватбанку та Укрсиббанку, пройшовши шлях від рядового співробітника до керівника групи відділень УкрСиббанку.
Останні два роки перед вторгненням Росії на територію України у 2022 році працював на посаді головного державного аудитора відділу контролю в аграрній галузі, екології та природокористування управління Східного офісу Держаудитслужби в Запорізькій області.

### Після повномасштабного вторгнення
Того лютневого ранку Антон з дружиною щойно приїхав з відпустки в Туреччині, але в перший же день поспішив до військкомату, з перших днів війни – на фронті. Був направлений в Нацгвардію, в 9 полк оперативного призначення (9 ПОП, нині 15 БрОП) спеціалістом-оператором відділення управління гаубичного самохідно артилерійського дивізіону.
Перше завдання було захищати Запорізький аеропорт (в який кілька днів тому прилетів з відпустки), бо в той час аеропорт бомбардували майже постійно і була загроза його швидкого захоплення. Під час цих боїв доводилось часто змінювати позиції; робити і спускатись в укриття.
В травні 2022 року був направлений у десантний підрозділ що брав участь в боях за Малинівку, Успенівку на Донецькому напрямку. Через свій високий зріст частіше сидів на броні БТРа.
Та через місяць його повернули на Запорізький напрямок у село Кам'янське. 14 липня 2022 року під час виконання бойового завдання коли Антон вийшов з бліндажа, поряд із ним розірвався ворожий снаряд, який наніс смертельні поранення.

## Вшанування пам'яті
Похований в м. Запоріжжя на Осипенківському кладовищі. Залишилися дружина, троє дітей, батько та брат.
На будівлі корпусу хімічного факультету ДНУ його друзі та однокурсники відкрили меморіальну дошку пам’яті, де студенти і співробітники факультету віддають шану Антону Вікторовичу.
На запорізькому телеканалі МТМ один із випусків документальних фільмів «Ангели перемоги», створений журналістом Валентином Терлецьким, присвячений пам’яті Антона Іщенка.

## Нагороди
- Орден «За мужність» III ступеня (7 вересня 2022) — За особисту мужність і самовідданість, виявлені у захисті державного суверенітету та територіальної цілісності України, вірність військовій присязі, сумлінне та бездоганне виконання службового обов’язку.[12][13]